# Mark IV (tank)
De Mark IV is een zware Britse tank uit de Eerste Wereldoorlog.

## Achtergronden
Na de eerste inzet van de Mark I op 15 september 1916 was de Britse opperbevelhebber in Frankrijk, generaal Douglas Haig, zeer tevreden over het nieuwe wapen en op 19 september deed hij een bestelling voor 1000 nieuwe exemplaren. Nu was Haig natuurlijk helemaal niet bevoegd om zulke bestellingen te doen en op 10 oktober wees de War Council hier nog eens fijntjes op. Dat alarmeerde Albert Stern, de directeur van het orgaan voor tankproductie, het Tank Supply Department; hij haastte zich naar Lloyd George, toen minister van Defensie, en legde hem uit dat er - na een gesprek dat hij op 17 september met Haig had gehad - al contracten met de Britse industrie afgesloten waren. Het verbreken daarvan zou de hele wapenproductie ernstig verstoren. Lloyd George was furieus - niet op Stern, maar vanwege het feit dat men het waagde Lloyd Georges politieke loopbaan op het spel te zetten door twijfel te zaaien over de productie van het meest populaire fenomeen van de oorlog. Zó geliefd was de tank namelijk bij het Britse publiek, al wist dat publiek nog niet eens hoe het ding eruitzag. Om aan alle onzekerheid een eind te maken werd op 11 oktober door de regering de order vastgesteld voor 1015 gevechtstanks (waarvan 420 Males: kanontanks en 595 Females: tanks met alleen machinegeweren) en 205 Tank Tenders (bevoorradingstanks).
Deze ambitieuze doelstelling betekende allereerst dat er nieuwe fabrikanten nodig waren naast Fosters en Metropolitan die de Mark I gemaakt hadden. Stern sloot contracten met Armstrong-Whitworth, Beardmores, Coventry Ordnance Works en Mirless Watson & Co..
Maar Stern wilde niet alleen aandacht voor de kwantiteit, maar vooral ook voor de kwaliteit. Zelf was hij nauw betrokken geweest bij de technische ontwikkeling van de eerste tank en daarom wist hij maar al te goed dat het vehikel één fundamentele zwakheid had. Dat was niet zoals Tritton (de eigenaar van Fosters) dacht, de bepantsering, zodat er een superzware tank nodig was zoals de Flying Elephant. Die was weliswaar slecht maar dat kon gecompenseerd worden door mobiliteit. En juist daar lag nu de grote zwakte van de Mark I. Alle tactische, strategische en logistieke problemen konden worden opgelost door het voertuig een krachtiger motor te geven, een betrouwbare transmissie en een besturingssysteem dat wél werkte - zelfs zonder drie man extra om het te bedienen. Er zou niet tot massaproductie worden overgegaan voordat een afdoende antwoord gevonden was op dit vraagstuk. Als overgangsmaatregel werden er twee typen trainingstank gebouwd: de Mark II en de Mark III.
De kwestie van de motor was het snelst geregeld. Stern gaf in oktober aan Harry Ricardo, die al bij de ontwikkeling van de Mark I regelmatig als ingenieur geconsulteerd was, de opdracht een heel nieuwe motor van 200 pk te ontwikkelen en bestelde er meteen 700 van. Dat moest wel want er waren simpelweg geen andere motoren voorhanden die zowel krachtiger waren dan de Daimler, en in het chassis pasten.
Voor de transmissie was er een soortgelijke oplossing voorhanden. Walter G. Wilson, de belangrijkste ontwerper van de Mark I, was bezig met het ontwerpen van een epicyclische transmissie. Maar die zou maar zo'n 150 pk kunnen verwerken. Stern sloeg aan het twijfelen. Techniek was voor hem meer een hobby, van huis uit was hij bankier. Het mankeerde hem aan de gespecialiseerde kennis om tot een beslissing te komen. Toen hoorde hij dat ook de Fransen met een zware tank bezig waren: de St Chamond. Stern reisde naar Frankrijk om zich door de technisch directeur van Saint-Chamond, Émile François Léon Rimailho, voor te laten lichten. Rimailho toonde hem het antwoord op al zijn vragen: de petro-elektrische overbrenging. De benzinemotor drijft een dynamo aan; die voedt twee elektromotoren die het de chauffeur mogelijk maakten om moeiteloos de tank te besturen doordat hij met een enkele vingerbeweging de onderlinge stroomsterkte en daarmee de snelheid van de rupsbanden kon regelen. Een bijkomend voordeel was dat dit systeem voor een gegeven motorvermogen de maximumsnelheid verdubbelde. Stern was diep onder de indruk en besloot dit systeem in de nieuwe tank in te bouwen. Hij begreep echter dat hij niet zomaar aan de Britse industrie kon voorbijgaan voor zo'n essentieel onderdeel en de Fransen konden ook niet meteen leveren. Stern besloot dus eerst een bestelling te doen bij Daimler voor 600 transmissies van een gelijksoortig type. Hij zou vijf Mark II's en de romp van Mother (het prototype van de Mark I) ter beschikking stellen om mogelijke transmissies voor verdere productie te testen op een heuse tankwedstrijddag op 3 maart 1917. Eén Mark II zal in Frankrijk omgebouwd worden. Bertie Stern twijfelde niet aan de uitslag.

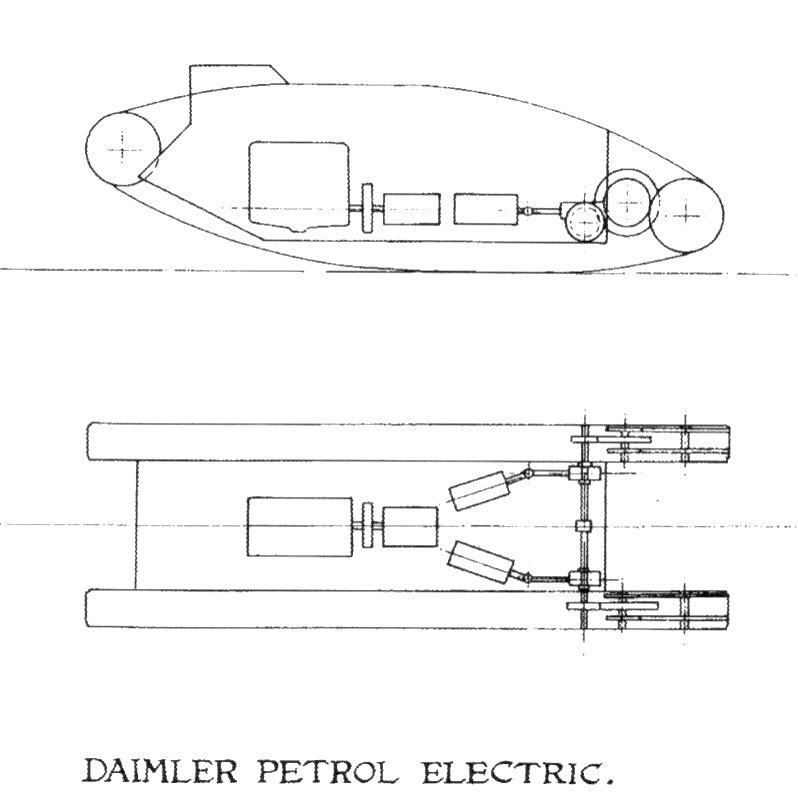
De oorspronkelijke vergelijkingstekening voor de Daimler Petrol Electric transmissie

Wat Stern niet wist is dat over de St Chamond die hem getoond werd, in Frankrijk een enorme ruzie was uitgebroken. Het conflict werd niet openbaar gemaakt, maar in geheime nota's vlogen beschuldigingen van incompetentie, fraude en corruptie over en weer. Het ding bestond alleen maar omdat Rimailho stiekem de oorspronkelijke specificaties had laten wijzigen van wat eerst eigenlijk slechts de Saint-Chamond-versie zou zijn van de Schneider, zodat hij er zijn verbeterde model van het 75 mm veldkanon in kwijt kon - en de provisie ervan mocht opstrijken. De tank werd zo veel te zwaar en Rimailho bouwde er daarom de moderne transmissie in die hij aan Stern liet zien. Wat hij bij die gelegenheid zijn Britse gast niet vertelde, is dat als je met zo'n systeem de tank uit een loopgraaf wilde laten klimmen - en dat is precies waar de Britten hun tanks voor wilden gebruiken - de piekbelasting de elektromotoren zou doen oververhitten en doorbranden. Hoewel in de toekomst tankontwerpers steeds weer opnieuw voor de verleidingen van het petro-elektrische systeem zouden bezwijken, zou dit probleem nooit op bevredigende wijze worden opgelost.
De wedstrijddag te Oldbury had het hoogtepunt van Sterns carrière moeten worden. En voor de vele genodigden, die toekeken hoe een dozijn fraai gemarkeerde prototypes zijn kunsten vertoonde, leek het misschien ook zo. In werkelijkheid was het een totaal fiasco. Ricardo's motor was op dat moment nog steeds niet klaar. Ook al was dat anders geweest dan had er toch geen enkele nieuwe tank geproduceerd kunnen worden, want er was ook nog niet één transmissie door Daimler geleverd. De reden daarvoor werd op die dag pijnlijk duidelijk: hun ontwerp bleef doorbranden. Maar de andere getoonde ontwerpen waren al even onbetrouwbaar. Rimailho was wel zo wijs geweest de in Frankrijk om te bouwen Mark II even achter te houden. Stern liet de Female Mark I tank 555, die als testvoertuig voor alle geplande verbeteringen gebruikt werd, onder de naam Mark IV rondrijden. Zo verborg hij dat de echte productie nul bedroeg en het volstrekt onduidelijk was wanneer ze wél van start kon gaan. En hij had beloofd dat er 200 tanks klaar zouden zijn op 1 april, op tijd voor het voorjaarsoffensief bij Arras.
Eind maart moet Stern tegenover zichzelf en daarna aan anderen zijn falen toegeven. Hoewel de concrete besluitvorming op dit punt bepaald ondoorzichtig werd, was het eindresultaat dat "men" twee maatregelen nam: als noodoplossing werden de 45 beschikbare Mark II trainingstanks naar het front gezonden, hoewel ze niet van pantserstaal gebouwd waren - en men ging ten spoedigste over tot de massaproductie van een Mark IV die weinig meer was dan een licht verbeterde Mark III. In mei kwamen de eerste exemplaren in Frankrijk aan. In juni 1917 bereikte de productie weer het niveau van juli 1916. Elf maanden waren zo verloren gegaan zonder dat er enige serieuze vooruitgang in kwaliteit tegenover stond.

## Beschrijving

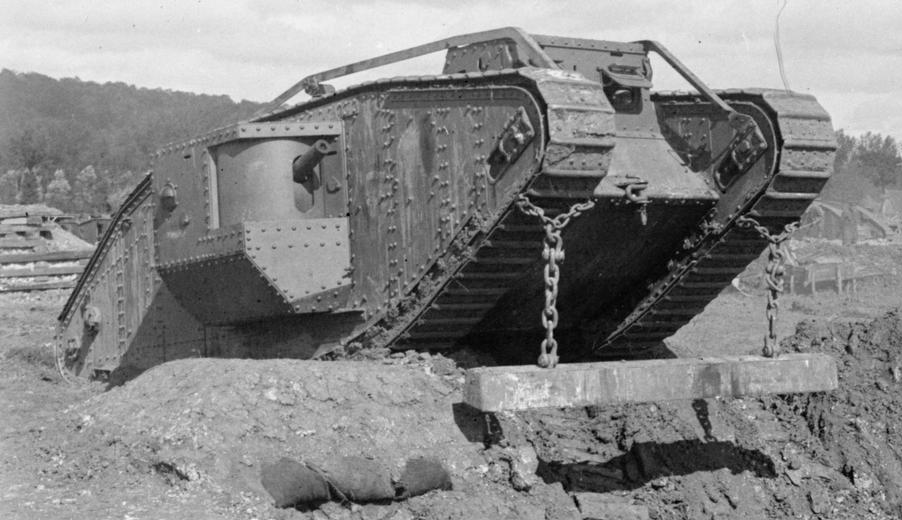
Mark IV met unditching beam

Hoewel de Mark IV dus in beginsel nog steeds een Mark I is, zijn er toch verbeteringen naast die welke al bij de Mark II en III aangebracht waren:
- Om het railtransport te vergemakkelijken verandert men de aan de zijkanten breed uitstekende geschutskamers, de barbettes, die eerst bij ieder transport van de tank geschroefd moesten worden. De Female - barbette, met twee machinegeweren, die bij de Mark III al flink verkleind was, krijgt nu een splijting in het midden en scharnieren aan de zijkanten, zodat ze naar binnen geklapt kan worden. De Male - barbette, met kanon en machinegeweer, wordt wat versmald en de bevestigingsbouten worden aan de binnenkant aangebracht, zodat hij naar binnen geschoven kan worden, de gevechtsruimte in.
- Aangezien het oorspronkelijke kanon zelfs bij een naar binnen geschoven barbette nog te veel zou uitsteken, wordt de loop ervan verkort van Lang 40 (maal kaliber) naar Lang 23. De officiële aanvangssnelheid (de snelheid die de granaten hebben als ze de vuurmond verlaten) vermindert hierdoor van 554 meter tot 411 meter per seconde. De werkelijke snelheid is een stuk minder, want omdat de eerste partij kanonlopen van dubieuze kwaliteit was (het waren tenslotte afdankertjes van de marine), gebruikte men hulzen met een geringere drijflading, die al opbrandde voordat de mond van het Lang 40 stuk bereikt was. Het negatieve effect hiervan is bij het Lang 23 stuk dus minder, zodat de vermindering van de werkelijke aanvangssnelheid ook lager ligt. Dat was maar goed ook, want de productie van deze verzwakte granaten heeft niet stilgelegen, zodat er een voorraad ontstaan is waarmee men tot het eind van de oorlog toe kan.
- Al bij de Mark II werd de stuurstaart weggelaten, inclusief de bijbehorende hydrauliek in de achterkant van de romp. Deze vrijgekomen ruimte wordt nu gebruikt om de brandstofopslag onder te brengen in één tank van 318 liter met een pomp, in plaats van twee tanks van 113 liter onder het dak met zwaartekrachtvoeding. Zo voorkomt men dat de motor op het meest ongelegen moment afslaat: als de tank uit een loopgraaf wil klimmen. De werkdruk is daardoor ook wat minder voor de Special Teams die, zonder enig contact met de gevechtstroepen te hebben, lijken uit uitgebrande tankwrakken moeten bergen.
- Het luik in het midden van het dak wordt voorzien van een piepkleine uitkijkcabine, met zicht naar achteren. Het bemanningslid dat van die zijde iets onaangenaams ziet naderen, kan niet zelf direct vuur uitbrengen, maar moet zich eerst langs transmissie en radiator wringen om een draagbaar machinegeweer door een balmantel aan de achterzijde van de tank te steken.
- Het comfort voor de bemanning wordt wat verbeterd door de blaasrichting van de ventilatoren om te draaien (het is beter om vuile lucht naar buiten te blazen, dan schone lucht naar binnen) en geluiddempers op de uitlaten aan te brengen.
- De hoofdwerkplaats in Frankrijk verbetert de aangekomen Mark IV's door ze te voorzien van een unditching beam: een zware eikenhouten balk die op twee rails boven het tankdak meegedragen wordt. Mocht de tank zich in de modder vastwerken, dan zullen twee man hun leven wagen door onder vijandelijk vuur op de tank te klimmen en de aan de balk verbonden stalen kettingen aan de rupsbanden te klemmen. De balk wordt door de rupsbanden tot onder de tank gevoerd, zodat de enorme tractie het voertuig kan vrij werken. Lukt dat, dan zal de balk weer van achteren op de rails glijden. Lukt het gedeeltelijk, dan draaien tank en balk in tegengestelde richting tot óf de ketting breekt, óf de rupsband.

## Nieuw personeel
Voor al die nieuw te bouwen tanks moesten er bemanningen opgeleid worden. Het trainingscentrum te Bovington werd dus flink uitgebreid. De tanks moesten ook bij het front goed onderhouden worden. Dus werd in januari 1917 een enorme tankwerkplaats aangelegd bij Erin, in de Pas-de-Calais, achter de Britse frontsector: Tank Corps' Central Workshops onder leiding van majoor Brockbank. Tanks werden daar gerepareerd door een legertje koelies van het Chinese Labour Corps, nadat ze geborgen waren door Salvage Companies. Op deze plek werden de voertuigen ook aangepast aan de wensen van de gevechtseenheden die vaak niet parallel liepen aan die van de leverende industrie. De meeste veranderingen werden bedacht door Philip Johnson, een technisch genie dat zich binnen een jaar van tankchauffeur tot majoor opgewerkt had.
Het nieuwe wapen dat in november 1916 al van Heavy Section tot Heavy Branch gepromoveerd was, bood inderdaad onverwachte carrièremogelijkheden. Met zijn enorme vloot en kleine beroepsleger telde het Verenigd Koninkrijk oorspronkelijk veel meer marine- dan landmachtofficieren, en de eersten domineerden in het begin ook het tankwapen. Daar kwam nu verandering in. Majoor H.J.Elles was al in 1916 door Haig persoonlijk naar Engeland gestuurd om een oogje in het zeil te houden. In oktober volgde deze genist Bradley (die de weggepromoveerde E.D. Swinton even vervangen had) op als commandant van de tanktroepen in de rang van kolonel. Tactisch officier van zijn staf was de briljante majoor Giffard le Q. Martel. Maar zelfs deze bekwame tacticus zou snel in de schaduw komen te staan van een nieuwe aanwinst: John Frederick Charles Fuller (1878-1966), die door zijn intelligentie en dominante persoonlijkheid al snel de feitelijke besluitvorming zou gaan overheersen. Deze kleurrijke figuur schiep in de loop van 1917 in een reeks scherpe analyses de tactiek van de Blitzkrieg.

## Operationele geschiedenis
De meeste van de zes compagnieën die in de zomer van 1916 waren opgericht, hadden al maanden zelfs geen tank meer gezien, maar vanaf mei werden ze overspoeld met een vloed aan nieuwe voertuigen. Weliswaar zou - ondanks het inzetten van de vier extra bedrijven - de gemiddelde productie nauwelijks boven de piekproductie van 1916 uitkomen, maar de constante toestroom van zo'n dertig per week maakte al snel dat ze alle hun organieke sterkte van 25 bereikten. Daarna liet men eerst iedere compagnie uitgroeien tot een bataljon met een sterkte van 36 tanks. Toen ook die rangen gevuld waren, ging men over tot het oprichten van nieuwe bataljons. Die werden per drie gebundeld in brigades. Voor zo'n aanzienlijke formatie was het Heavy Branch toch nog niet gewichtig genoeg en het tankwapen viel dan ook op 28 juli 1917 de eer te beurt bij Koninklijk Besluit (Royal Warrant) gepromoveerd te worden tot een heus Tank Corps, onafhankelijk van de infanterie, cavalerie of artillerie.
Nu was er eindelijk een tankkorps - wat zou men ermee gaan doen? De meningen waren verdeeld. Fuller wilde alle tanks concentreren voor een enkele onverwachte doorbraak. Haig voelde daar niets voor. Om te beginnen droeg dit het risico in zich dat een mislukking het moreel van het hele leger zou breken, iets wat het Franse in april was overkomen, zodat zijn Franse tegenhanger Philippe Pétain nu met de grootste moeite zijn troepen hun zelfvertrouwen moest laten terugwinnen. Maar het Britse leger zou met zo'n doorbraak ook niets kunnen beginnen: er waren simpelweg geen snelle tanks of gemotoriseerde infanterie-eenheden voorhanden om hem uit te buiten. Fuller moest dit toegeven en begon hierop plannen te maken voor de oprichting van een strategische gemechaniseerde strijdmacht met uitgewerkte bijpassende tactiek. Later zou dit het Plan 1919 worden. Ondertussen beval Haig het tankkorps zich voor te bereiden voor de ondersteuning van de normale infanterielegers bij hun komende grote zomeroffensief dat het vertrouwen in de oorlogsinspanning van de Entente moest herstellen.

### Derde Slag om Ieper

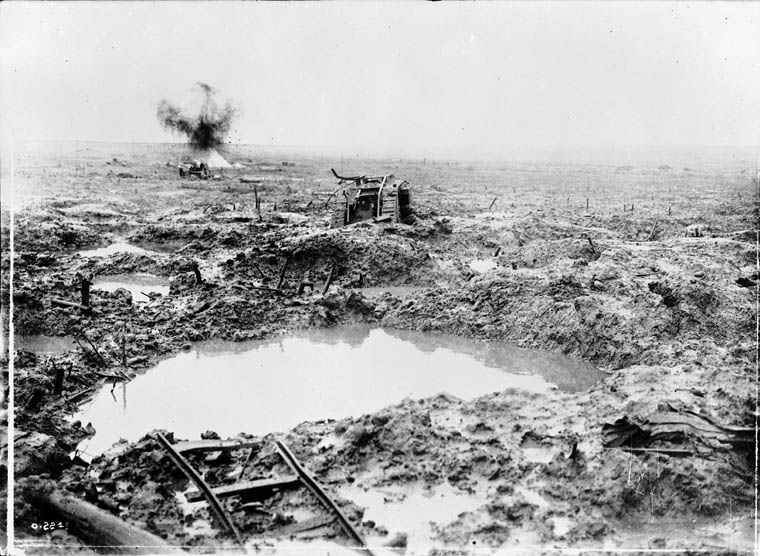
Zoek de tank: het slagveld bij Ieper

In maart 1917 hadden de Duitsers zich teruggetrokken op de Hindenburglinie: een in alle rust achter de frontlijn uitgebouwde stellinggordel van grote diepte. Haig begreep dat een aanval op deze versterkingen zinloos was. Maar de linie hield op bij de polders van Vlaanderen omdat de Duitsers de grond daar te drassig achtten voor de aanleg van enorme loopgraafsystemen. Ze "beperkten" zich dus tot de bouw van betonnen kazematten, die de Britten echter al evenmin uitzicht op succes hadden geboden, ware het niet dat ze nu beschikten over een afdoende remedie: tanks.
Op 31 juli rukten het A, B, C, D, F en G-Bataljon, samen 216 tanks sterk, voor de infanteriemassa's uit op, om de Duitse fortificaties voorgoed het zwijgen op te leggen. Het was de grootste concentratie van tanks tot dan toe. Zware artilleriebombardementen hadden samen met zware regenval de frontlijn veranderd in één grote moddervlakte, waar beken en riviertjes nu vrijelijk doorheen meanderden. De legende wil dat de tanks jammerlijk in de modder wegzonken en zo machteloos waren de Britse soldaat te ondersteunen. In het echt bleken de tanks verrassend goed in staat te zijn zich weer los te werken - al moesten ze daarvoor hun unditching beam soms blijvend laten ronddraaien. Het echte probleem was dat de motoren steeds afsloegen (de romp van de Mark IV was geenszins waterdicht) en dat het onmogelijk bleek zich te oriënteren. Er waren wel kaarten uitgedeeld, maar die hadden geen enkele relatie meer met de werkelijkheid. Dorpjes waren alleen nog herkenbaar aan de rode modder op de plaats waar ze ooit gelegen hadden en stroompjes hadden hun loop gewijzigd. Al snel ontbrak iedere coördinatie met de infanterie. Tanks dwaalden doelloos rond totdat ze door de vijandelijke artillerie getroffen werden. Bij één zware kazemat worden 17 tanks uitgeschakeld en zo ontstaat het beruchte Tank Graveyard, na de oorlog nog een toeristische attractie. Terwijl er dus op de eerste dag weinig concreets bereikt werd, daalde de inzetbaarheid zo snel dat tanks in de drie maanden die de slag zich nog zou voortslepen, geen rol van betekenis meer konden spelen.

### Slag om Kamerijk

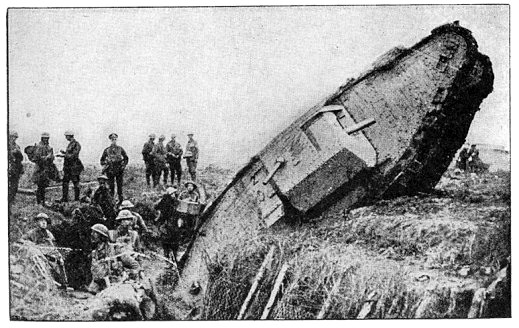
Sommige Mark IV's lukte het bij Kamerijk niet de Duitse loopgraven te overschrijden

Midden oktober moest Haig erkennen dat zijn offensief gefaald had. Hij gaf Fuller op 20 oktober de opdracht om alsnog zijn doorbraak te gaan uitvoeren, maar nu met drie brigades in plaats van de oorspronkelijke twee. De bataljons werden vergroot van 36 naar 48 tanks. Fuller koos het kalkplateau ten westen van Kamerijk (Cambrai) om zijn plotse overval (hij sprak van een tankraid) zonder voorbereidende artilleriebeschieting uit te voeren. Tot zijn verontrusting probeerde het opperbevel van zijn bescheiden demonstratie van de ware capaciteiten van de tank alsnog een ware doorbraak te maken, ondanks de consensus die eerder bereikt was dat dit helemaal niet kon. Maar liefst zes infanteriedivisies, 1000 stuks geschut en zelfs afdelingen bereden cavalerie stonden klaar om het succes uit te buiten.
De eerste fase van de aanval op 20 november verliep voorbeeldig: 376 reguliere tanks, 44 bevoorradingstanks, negen radiotanks, 32 tanks met enterhaken om prikkeldraadversperringen uiteen te trekken, twee bruggenleggers en één telefoonkabeltrekker rukten op in de ochtendnevel. Toen ze de "blauwe lijn", de eerste hoofdloopgraaf, bereikten, lieten de tanks er enorme takkenbundels in vallen die ze op hun dak hadden meegedragen. Diezelfde fascines gebruikten ze om ook de "bruine lijn" te overschrijden, twee kilometer verderop. De acht prikkeldraadgordels werden aan flarden getrokken. Zonder noemenswaardige verliezen had men binnen vier uur over een breedte van acht kilometer de Hindenburglinie doorslagen!
Volgens Fullers oorspronkelijke plan hadden de tanks op dit moment moeten omkeren om de consolidatie aan de infanterie over te laten. Maar nu lag er een bevel voor een doorbraakpoging. Zoals Fuller al gevreesd had, was in de voorste gelederen infanterie noch cavalerie te bespeuren: het waren de tanks zelf die verder moesten. Toen ze de heuvelruggen opreden waarachter de Duitse artilleriebatterijen ingegraven waren, begonnen die direct vuur af te geven op de dreigende Britse tanks. Die hadden niet de optica om een duel op afstand uit te vechten en de een na de ander werd in brand geschoten. Desalniettemin was de massa tanks zo groot dat ze op den duur toch de batterijen overspoelde en na zware gevechten ook de dorpjes waar de Duitse achterhoede zich met hand en tand verweerde. Maar de verliezen liepen zo op dat van een uitbraak geen sprake meer kon zijn. Het opperbevel had echter het Britse volk al van de welkome overwinning kond gedaan. In het hele land werden de kerkklokken geluid als zegeteken. Het offensief werd dus tegen beter weten in maar voortgezet. Op de 23e waren er nog 90 tanks operationeel, op de 27e slechts 33; op de 30e begon de Duitse tegenaanval.
Hoewel de slag als een overwinning aan het publiek verkocht werd en het nog steeds gebruikelijk is om hem te omschrijven als de eerste gelegenheid waar de tanks hun ware potentie aantoonden, zagen de meeste Britse officieren het gebeuren als de zoveelste droeve mislukking. Tactici trokken er meestal de les uit dat je dure tanks niet moet verkwisten aan de feitelijke doorbraakgevechten.

### Nieuwe eigenaren

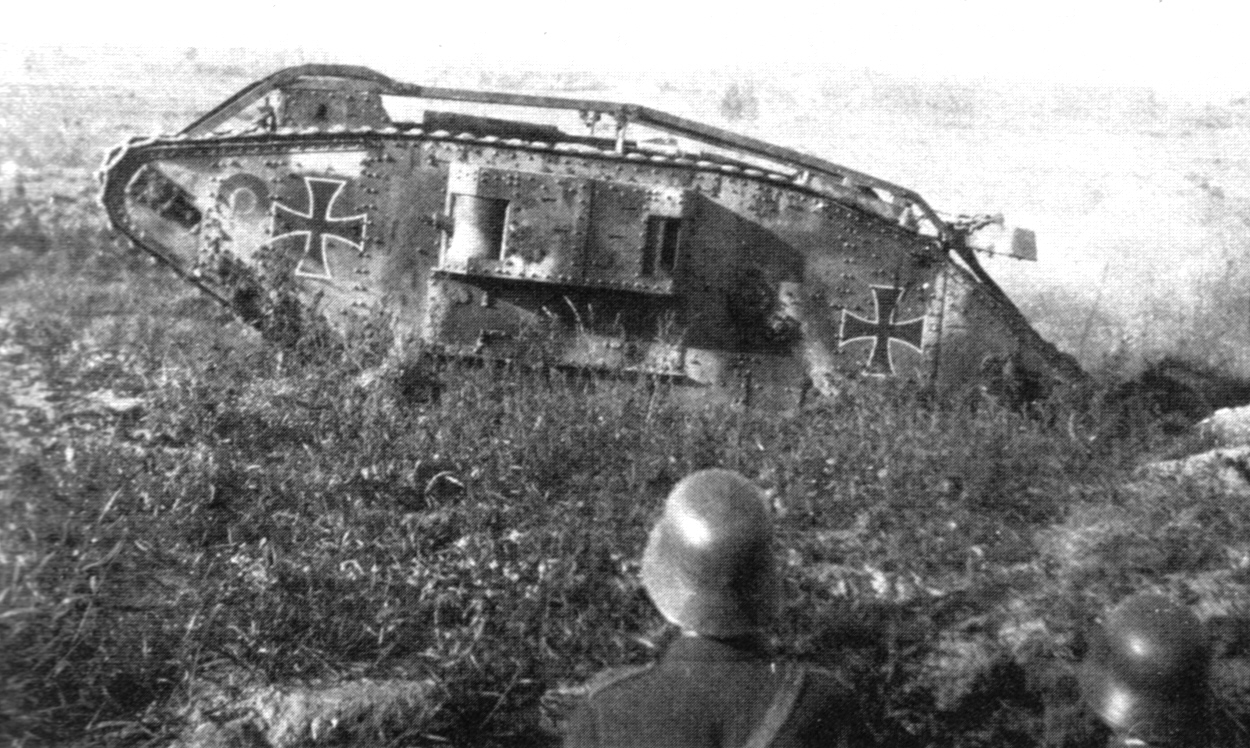
Mark IV Female in Duitse dienst

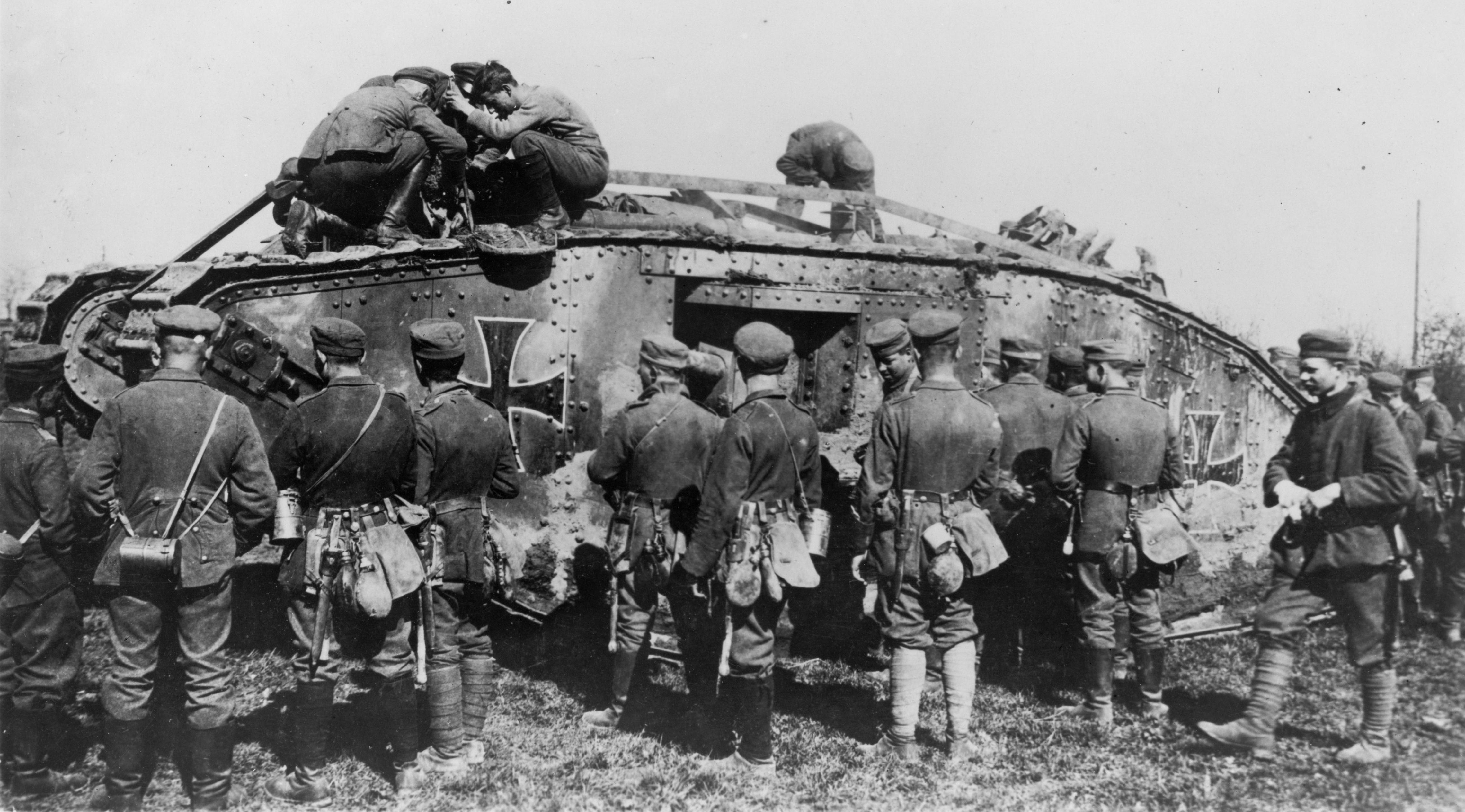
De Duitsers breidden de bemanning fors uit

Door de tegenaanval van de Duitsers bij Kamerijk vielen hun zo'n vijftig Britse tanks in handen, sommige zo goed als nieuw, andere bruikbaar om onderdelen uit te slopen. Zes Beutepanzerabteilungen werden opgericht, ieder met vijf Mark IV's met nieuwe Duitse kanonnen en Maxim machinegeweren — en beschilderd met enorme zwarte Maltezer kruisen om verwarring te voorkomen. Dit was een welkome versterking van het beslissende voorjaarsoffensief dat de Duitsers op 21 maart 1918 tegen de Britten zouden ontketenen nu de wapenstilstand met de nieuwe bolsjewistische regering van Rusland het toestond om veertig divisies naar het Westelijk Front over te hevelen.

### Woeste Konijnen
Her Britse opperbevel aanschouwde de enorme troepenopbouw tegenover zijn frontsector met toenemende bezorgdheid. Men was de afgelopen tijd zo bezig geweest met aanvallen dat het verdedigen verwaarloosd was. Eerst speelde men met het idee om de frontlinie te versterken door de meeste tanks er in te graven, maar enige reflectie deed begrijpen dat ze daarvoor volstrekt ongeschikt waren omdat ze geen koepels hadden. Toen besloot men de tanks als een mobiele reserve te gebruiken. Dat zou in de toekomst hun klassieke functie in de verdediging blijven, maar één probleem belette dat men aan die nieuwe roeping onmiddellijk gehoor zou kunnen geven: de Mark IV was niet echt mobiel. Om te voorkomen dat de tankbataljons die achter de fronten in reserve lagen onverwacht onder de voet werden gelopen, liet men op suggestie van Fuller parate pelotons zich langs mogelijke opmarsroutes ingraven: de zogenaamde Savage Rabbits, die een oprukkende vijand moesten overvallen zodat de hoofdmacht van het bataljon tijd had zich te ontplooien.
Deze opzet zou niet altijd lukken. Het Britse 5e Leger dat door het Duitse 18e Leger van de briljante tacticus generaal Oscar von Hutier werd aangevallen, viel door diens nieuwe infiltratietactiek meteen uit elkaar. De Savage Rabbits in deze sector waren blij als ze zelf niet overrompeld werden: het 4e Tankbataljon (de letteraanduiding was ondertussen vervangen door een nummeraanduiding) kon met moeite wegvluchten; het 5e probeerde dat ook maar merkte toen dat een overijverige genist de laatste brug over de Cologne had laten springen. Men was gedwongen alle tanks op te blazen en zou voorlopig als machinegeweerafdeling verder vechten. Anders dan de nieuwe lichte Whippet was de Mark IV ten enenmale ongeschikt voor een bewegingsoorlog.
Op 24 april was de Mark IV betrokken bij het eerste tankgevecht uit de geschiedenis toen bij Villers-Bretonneux de A7V Nixe twee Females uitschakelde om daarna zelf doorslagen te worden door Male No. 4066.

## Tank Banks

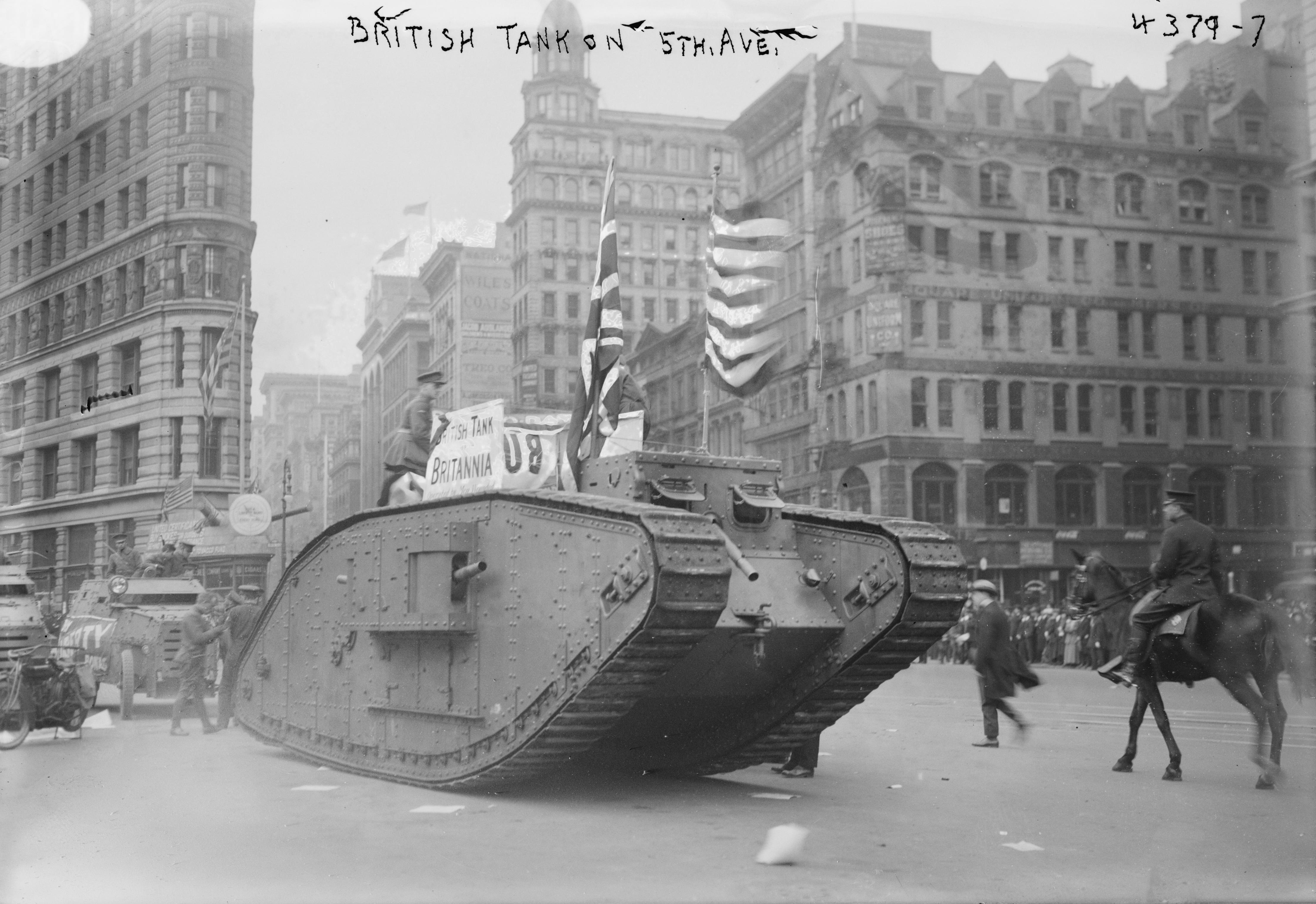
In de USA maakte de Mark IV Female Brittania propaganda, hier op 5th Avenue

In 1917 deden twee Mark IV's mee aan de Lord Mayor's Show, een jaarlijkse parade in Londen. Het was de eerste keer dat tanks in het echt te zien waren en ze trokken daarom veel bekijks. Dit trok weer de aandacht van het National War Savings Committee, het orgaan dat het Britse publiek moest overreden afstand te doen van zijn spaarcentjes in ruil voor oorlogsleningen (War Bonds). Ze haalden vier Mark IV's bij Bovington vandaan en één gehavende tank, Egbert, van het front om het hele land rond te toeren. In iedere stad waar een tank aankwam, werd hij door de burgemeester van het station afgehaald en in feestelijke optocht naar het marktplein gereden. Na een aantal patriottische toespraken begeleid door zang en dans kon de toegestroomde mensenmassa zijn geld bij de tank inleveren - een van de barbettes was omgebouwd tot een loket waar een aantrekkelijke jongedame plaats mocht nemen - in ruil voor een zegelboekje en een papieren tankvlaggetje (om op je hoed te prikken) en tankslabbertje als beloning. Naar analogie met het Engelse woord voor spaarvarken: piggy bank, heette men de pantservoertuigen al snel Tank Banks en de commercie sprong hierop in door aardewerk holle tankjes met gleuf te produceren waarmee de vaderlandslievende Brit voor de oorlogsinspanning kon sparen.
Gedurende deze Tank Weeks haalden de vijf tanks bij elkaar zo'n 300 miljoen pond op, het equivalent van ongeveer 10 miljard euro in huidig geld.

## Mark IV A
Ondertussen waren de nieuwe motor en transmissie al lang klaar. Toch zou de productie van de Mark IV tot mei 1918 uitlopen, wat hem tot de meest gebouwde Britse tank van de Eerste Wereldoorlog maakte. Eén Mark IV werd met de nieuwe aandrijving omgebouwd en er werden plannen ontwikkeld om alle bestaande exemplaren zo te modificeren tot de Mark IV A. Vermoedelijk is daarvan afgezien omdat de omstandigheden het simpelweg niet toelieten zoveel tanks voor langere tijd aan het front te onttrekken. De enige modificatie die op de bestaande tanks werd doorgevoerd was het weer vervangen van het Lewis-machinegeweer door de Hotchkiss. De Lewis was weliswaar betrouwbaarder, maar dat kwam door een luchtkoelingssysteem dat stof in het gezicht van de schutter blies. Sommige latere bevoorradingstanks hadden een Daimler motor die opgevoerd was tot 125 pk. De eerste tank die de gewenste eigenschappen wel zou bezitten was de Mark V.

## Afloop

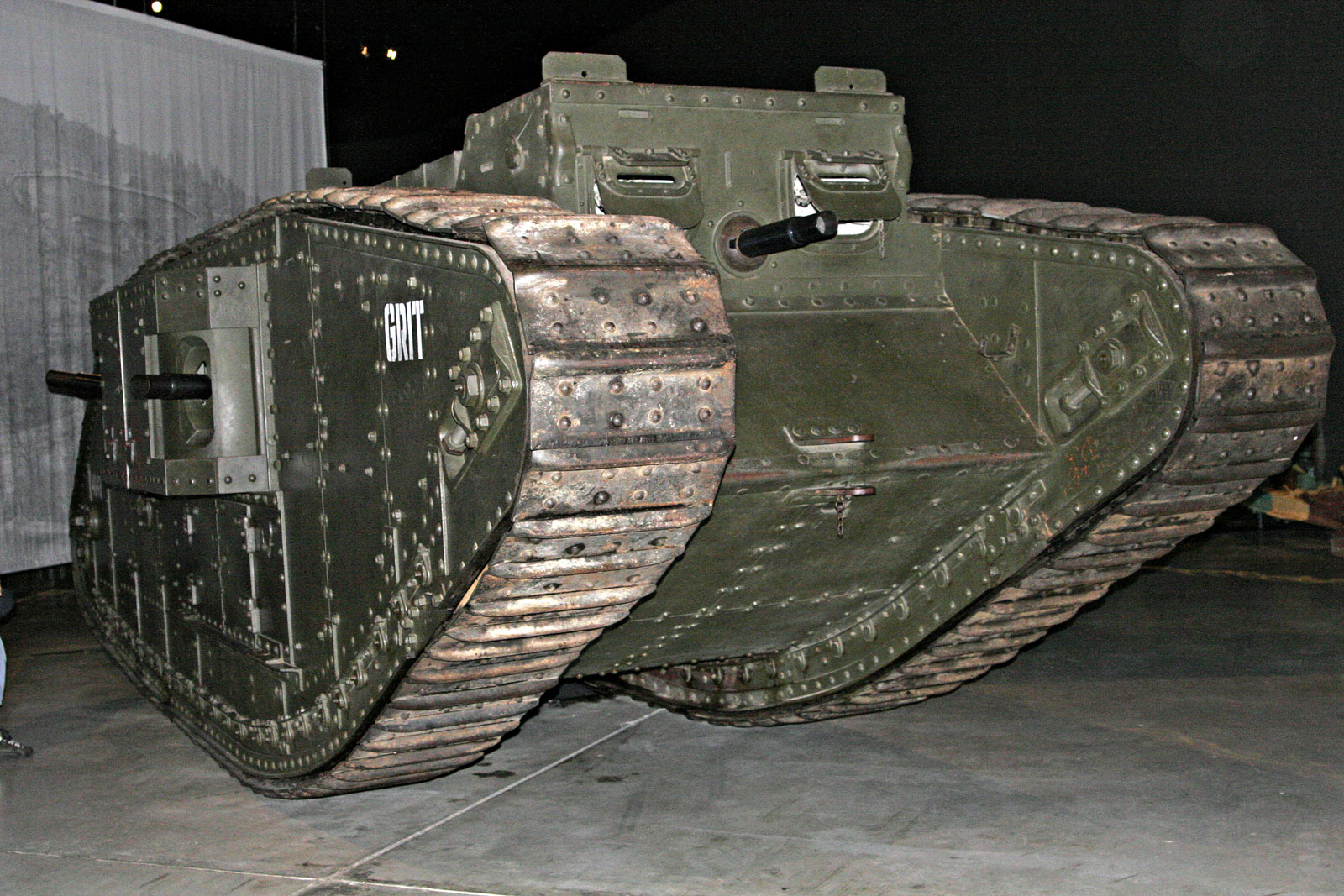
Mark IV Female als War Memorial in Canberra

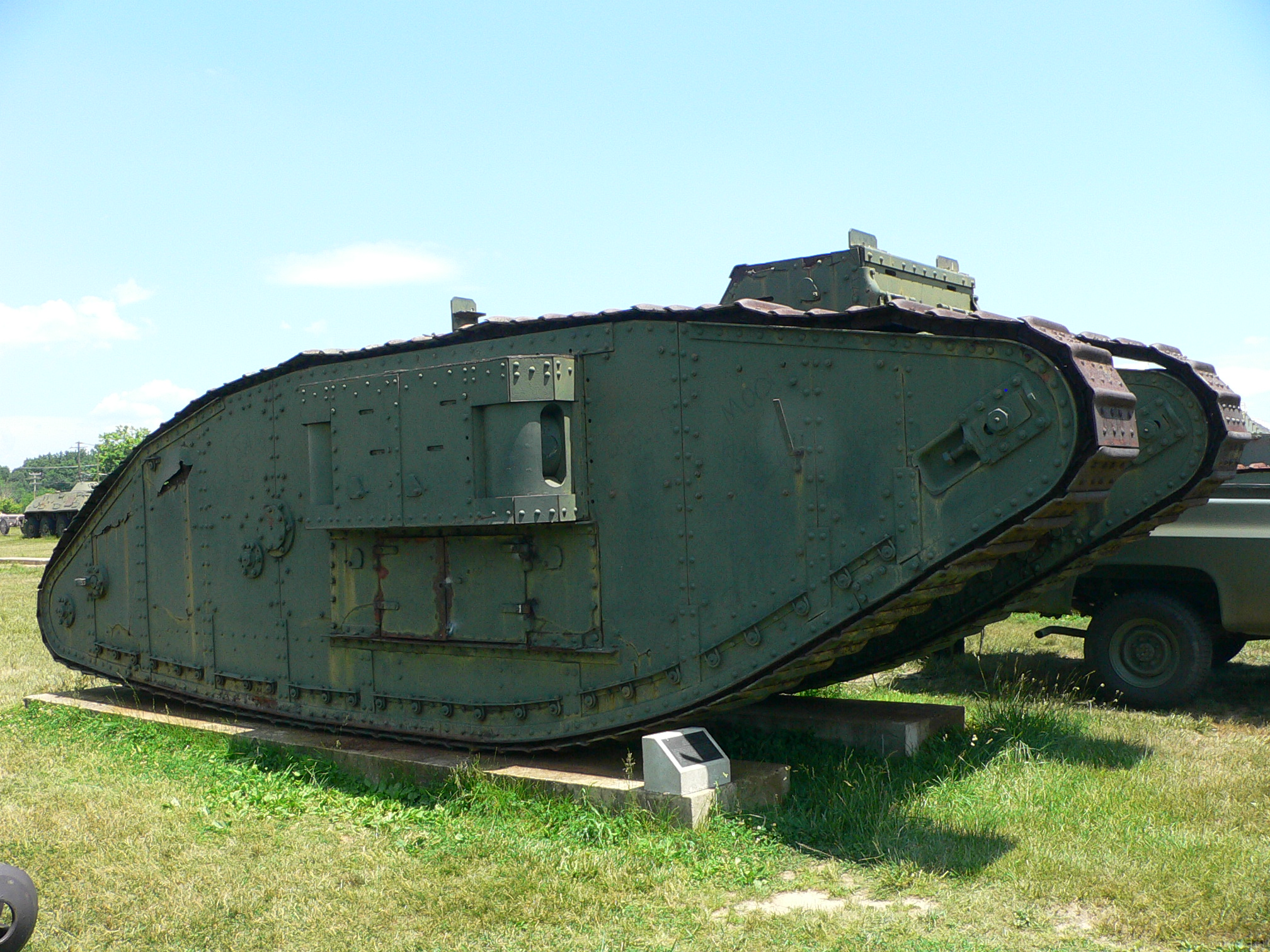
Het voertuig in Aberdeen, Maryland

In de loop van 1917 werd het velen steeds duidelijker wat de werkelijke gang van zaken bij de ontwikkeling van de Mark IV was geweest. Er kwam een geruchtenstroom op gang die een zeer negatieve stemming tegenover Stern deed ontstaan. Toen de tanks onwerkzaam bleken in Vlaanderen, was dat een mooi excuus zich van de zondebok te ontdoen. Er werd door het War Office zoveel druk uitgeoefend op Winston Churchill, toen weer opnieuw bij het tankgebeuren betrokken als minister van Bewapening, dat hij er niet aan ontkwam Stern in oktober 1917 van zijn taak te ontheffen en viceadmiraal Gordon Moore te benoemen als hoofd van wat nu het Mechanical Warfare Department heette. Maar Stern werd onmiddellijk weer ingezet als onderhandelaar bij de gesprekken met de Amerikanen en Fransen over de bouw van de geheel nieuwe Mark VIII. Tijdens de Tweede Wereldoorlog zat hij opnieuw in de Tank Board.
De Mark IV's deden tot het eind van de oorlog dienst. Een paar werden er toen aan Japan verkocht. De meeste andere gingen daarna naar de schroothandel, maar 263 werden er aan de verschillende steden gegeven die aan de Tank Weeks hadden meegedaan. Meestal waren dit Females: men wilde voorkomen dat bij een mogelijke communistische opstand de revolutionairen op al te krachtige wapens de hand konden leggen, want de tanks werden niet eerst onttakeld. Hun populariteit bleek echter sterk verminderd: de meeste wijken wilden geen lelijke roestbak in hun plantsoen. Wat hierom niet alsnog naar de schroothandel was verwezen, werd in 1940 omgesmolten om het pantserstaal te winnen. De enige overlevenden in het Verenigd Koninkrijk zijn een Mark IV Female in Ashford in Kent, die tot elektriciteitshuisje was omgebouwd; Female F4 Flirt II die in 1943 op een luchtmachtbasis werd gevonden en na in het Bovington Tankmuseum gestaan te hebben in eeuwige bruikleen aan de stad Lincoln gegeven werd ter herinnering aan Trittons tankfabriek en een Male exemplaar dat tot 1971 als monument op een marinebasis stond, maar nu in Bovington tentoongesteld wordt. Er bevindt zich ook een Female exemplaar op het terrein van het Ordnance Museum te Aberdeen, Maryland. In Brussel staat in het Koninklijk Legermuseum een Male: de Lodestar III. In Canberra dient een Mark IV Female tot War Memorial. In 1998 werd er in Flesquières op het oude slagveld van Kamerijk een complete Mark IV Female opgegraven.

## Tabel Mark IVMale

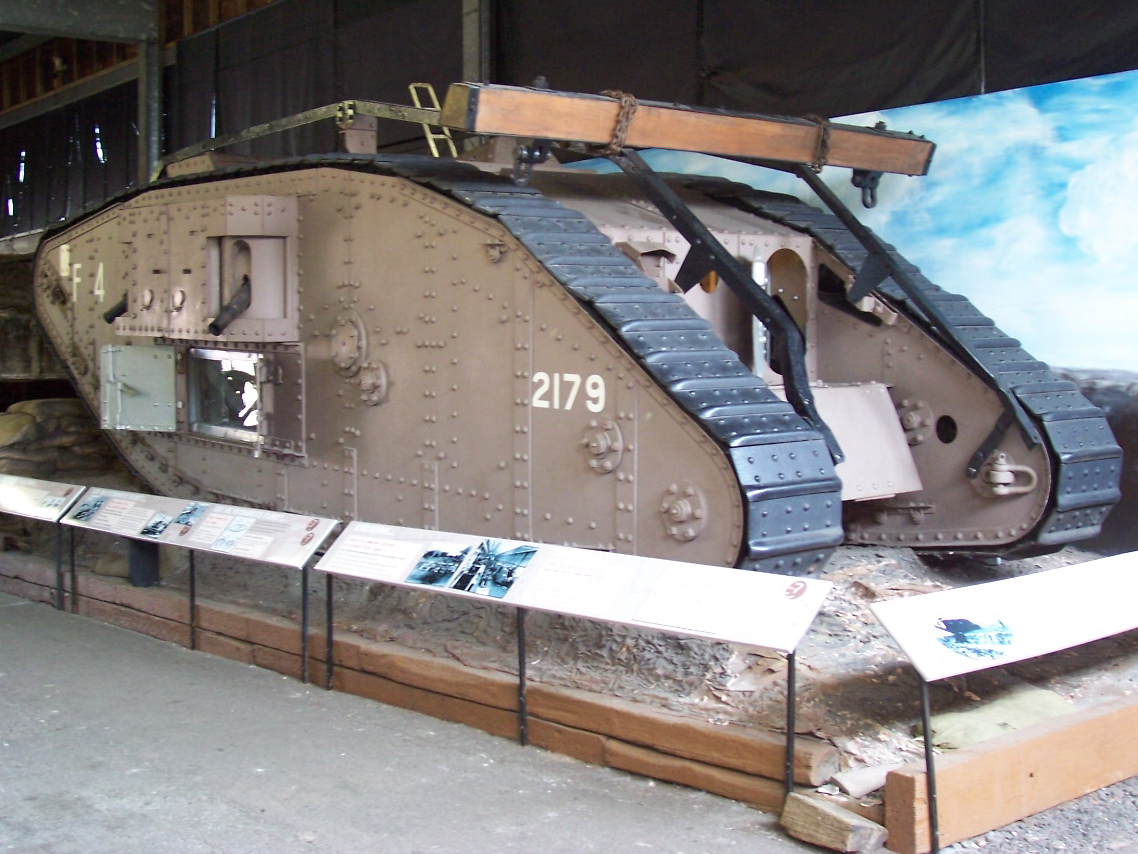
Flirt II in Lincoln, in het Museum of Lincolnshire Life

| Lengte                  | 8,06 m                                             |
| Breedte                 | 3,89 m                                             |
| Hoogte                  | 2,49 m                                             |
| Bemanning               | 8 personen                                         |
| Bepantsering            | 12,6 mm voorkant;12,6 mm zijkant; 6mm dak en bodem |
| Gewicht                 | 28,4 ton (26,4 ton Female)                         |
| Bewapening              | 2x 57 mm L/23 kanon; 4x Lewis 7,7 mm machinegeweer |
| Motor                   | Daimler 105 pk                                     |
| Maximumsnelheid         | 6 km/uur                                           |
| Actieradius             | 56 km                                              |
| Waadvermogen            | 1,37 cm                                            |
| Klimhoek                | 47%                                                |
| Klimvermogen            | 1,37 m                                             |
| Overschrijdingsvermogen | 3,05 m                                             |
| Bodemvrijheid           | 41 cm                                              |